# Alemania en el Festival de la Canción de Eurovisión 1957
Alemania Occidental participó en la segunda edición del Festival de la Canción de Eurovisión en Fráncfort del Meno, Alemania el 3 de marzo de 1957. Fue su segunda participación en el certamen. Su representante fue Margot Hielscher con la canción Telefon, Telefon cantada en alemán. La canción fue cantada séptima en la noche, obtuvo 8 puntos lo que le dio el 4.º lugar en esa edición.

## La Final nacional
La Final nacional alemana tuvo lugar el 17 de febrero en Großer Sendesaal des HR en Fráncfort del Meno. El anfitrión del espectáculo fue Hans-Joachim Kulenkampff.

### Resultados
| N.º | Artista          | Canción                       | Puntos | Lugar |
| --- | ---------------- | ----------------------------- | ------ | ----- |
| 1   | Renée Franke     | Ich brauche dein Herz         | 18     | 2.º   |
| 2   | Illo Schieder    | Was machen die Mädchen in Rio | 9      | 4.º   |
| 3   | Paul Kuhn        | Das Klavier über mir          | 17     | 3.º   |
| 4   | Margot Hielscher | Telefon, Telefon              | 36     | 1.º   |

## En el Festival
La canción de Alemania fue cantada séptima en la noche, siguiendo a la holandesa Corry Brokken con Net als toen y precediendo a la francesa Paule Desjardins con La belle amour. Telefon, Telefon obtuvo un total de ocho puntos y se clasificó en el 4.º puesto. El jurado austriaco la mayoría de sus puntos (6/10) la dio a la canción de Francia. La mayoría de sus puntos ganados en el concurso fue de parte de Francia (6/8).
El director de la orquesta para la canción alemana fue Willy Berking. El portavoz que anunció los puntos otorgados por Alemania fue Joachim Fuchsberger. El comentarista alemán fue Wolf Mittler.

### Votación
Cada país envió un jurado de diez personas. Cada miembro del jurado pudo dar un punto para su canción favorita.

#### Puntos otorgados
| 6 puntos | Francia      |
| 2 puntos | Bélgica      |
| 1 punto  | Países Bajos |
| 1 punto  | Suiza        |

#### Puntos recibidos
| 1 punto  | Bélgica |
| 1 punto  | Italia  |
| 6 puntos | Francia |